# روح انسان
روح انسان نام یک کتاب ادبی است که توسط ویکتور هوگو، نویسندهٔ اهل فرانسه نوشته شده‌است. این کتاب یکی از آثار مشهور ادبی جهان است.